# Kościół Ducha Świętego w Żejtun
Kościół Ducha Świętego (malt. Il-Knisja tal-Ispirtu s-Santu, ang. Church of the Holy Spirit) – jest to niewielki rzymskokatolicki barokowy kościół, położony w miejscowości Żejtun na Malcie.

## Położenie
Kościół Ducha Świętego znajduje się przy drodze wiodącej dziś do kościoła parafialnego. Samo wezwanie świątyni nie jest zbyt powszechne na Malcie. 

## Początki
Początki kościoła sięgają 21 listopada 1618, kiedy to niejaki Giovanni Cassar zostawił w testamencie zapis, przeznaczający kawałek jego ziemi na zbudowanie świątyni pod wezwaniem Ducha Świętego.
Budowę świątyni rozpoczęto w 1688; jej plany sporządził znany architekt Lorenzo Gafà. Nie istniała jeszcze wtedy Triq Santa Katarina (wytyczono ją na początku XVIII wieku). Ważną natomiast drogą była dzisiejsza Triq San Lucjan, biegnąca na tyłach dzisiejszego kościoła, a prowadząca do starego kościoła parafialnego. Fasada kościoła Ducha Świętego znajdowała się wtedy właśnie od strony ówczesnego Piazza dello Spirito Santo.

## Oryginalna świątynia

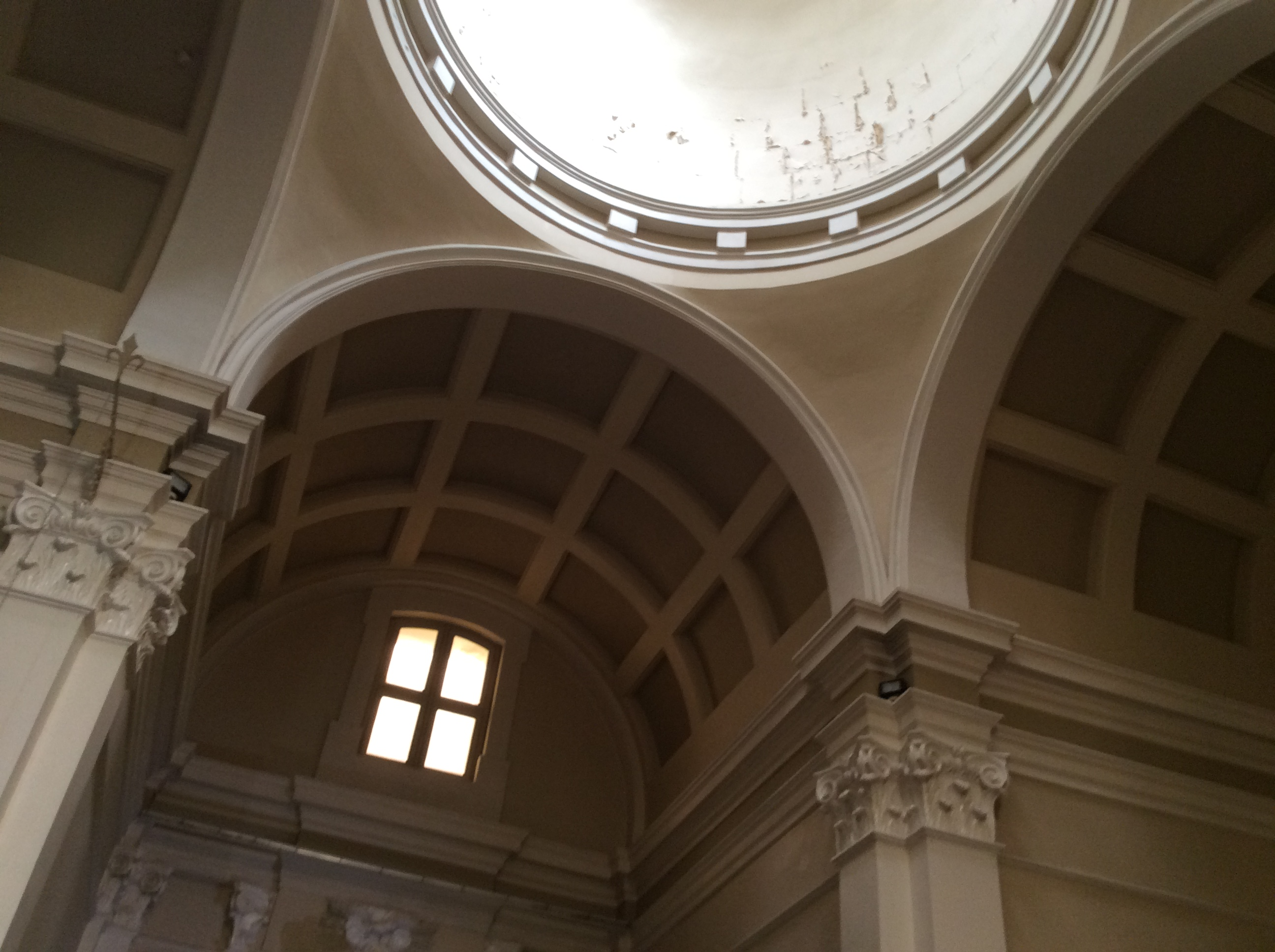
Nawy kościoła zbiegają się wokół kopuły

Lorenzo Gafà zbudował kościół scentralizowany, na planie krzyża greckiego, zawierający cztery takie same nawy, zbiegające się wokół wznoszącej się niedużej kopuły. Sklepienia czterech naw są półokrągłe, podzielone na kwadratowe pola. Architektura kościoła jest barokowa.
Kościół zbudowany został nad kryptą, wykutą w skalnym podłożu. Sklepienie krypty, wsparte na łukach, jest podstawą podłogi kościoła. Przed kościołem znajdował się niewielki dziedziniec, na którym, zgodnie z ówczesnym zwyczajem, grzebano zmarłych. 

## Zmiany
W latach 1788–1798 kościół przeszedł wiele zmian. Ich projektantem był architekt Michele Cachia, jeden z liderów późniejszego powstania antyfrancuskiego. Zmiany te objęły przeniesienie fasady kościoła z Piazza dello Spirito Santo na Triq Santa Katarina, dodanie balkonu organowego, oraz przeniesienie ołtarza głównego na miejsce, gdzie wcześniej było główne wejście. Prace zostały nagle wstrzymane w 1798, wydaje się, że z powodu wkroczenia Francuzów na Maltę. Później je wznowiono i ukończono w latach trzydziestych XIX wieku. Na miejscu dziedzińca przed oryginalnym frontem kościoła postawiony został na początku XIX wieku budynek, znany jako Instituto San Giuseppe, a używany dziś przez Siostry Daughters of the Sacred Heart. 

## Wygląd zewnętrzny

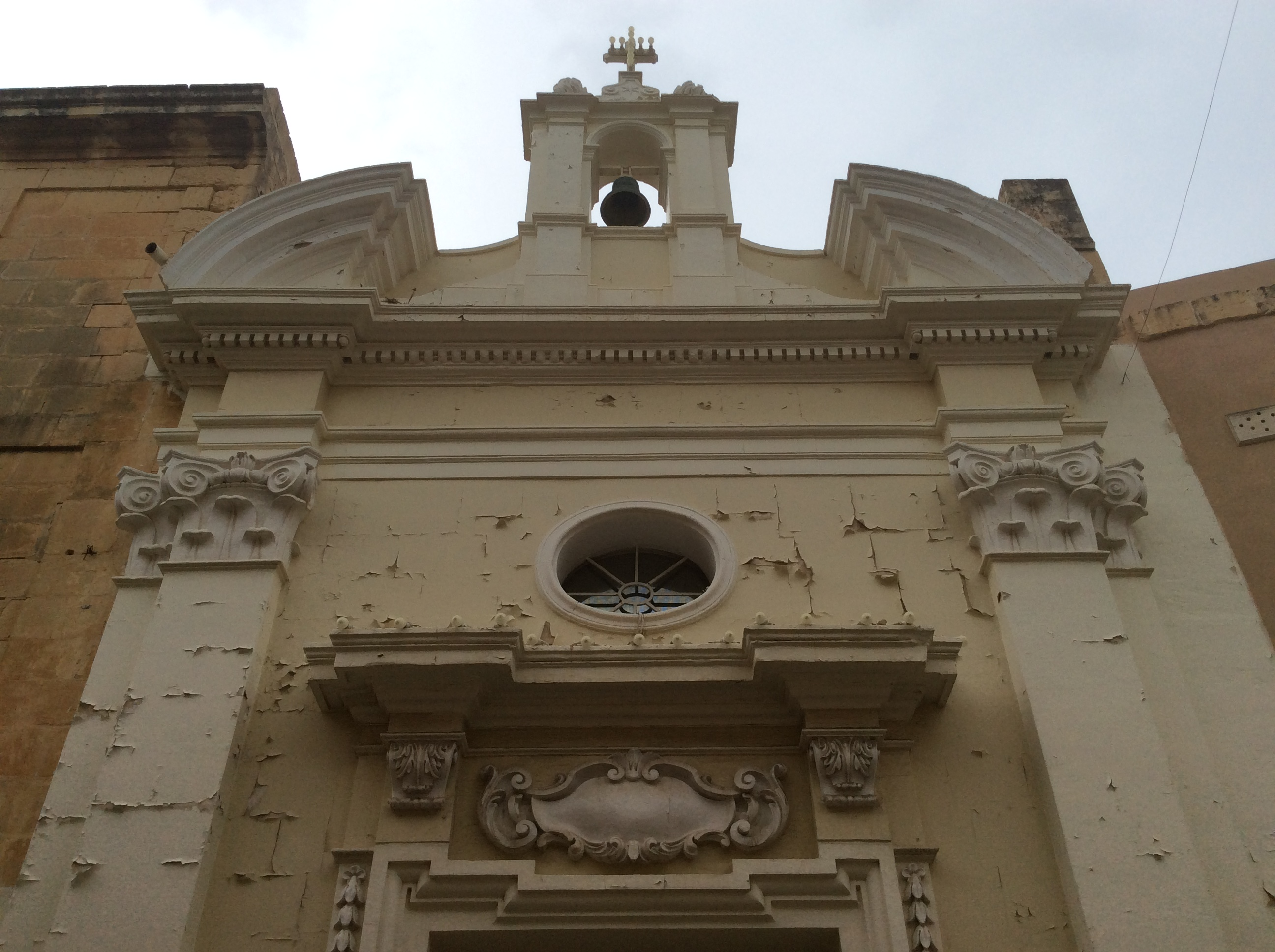
Górna część fasady kościoła

### Fasada
Wygląd tej barokowej fasady jest typowy dla Gafà. Po obu jej stronach znajdują się zgrupowane pilastry z korynckimi kapitelami, na których wspiera się pełne belkowanie zwieńczone segmentowym frontonem. Pomiędzy jego połówkami stoi niewielka elegancka dzwonnica z jednym dzwonem. Jednak chyba najładniejszą częścią fasady jest wejście. Prostokątne drzwi, otoczone ozdobną ramą, zwieńczoną belkowaniem i masywnym gzymsem. Wewnątrz entablatury umieszczona jest ozdobna tablica. Nad gzymsem niewielkie okrągłe okno.

### Kopuła
Kopuła, zakończona niewielką latarnią, nie jest niestety widoczna ze względu na niewielką szerokość okolicznych ulic.

## Wnętrze

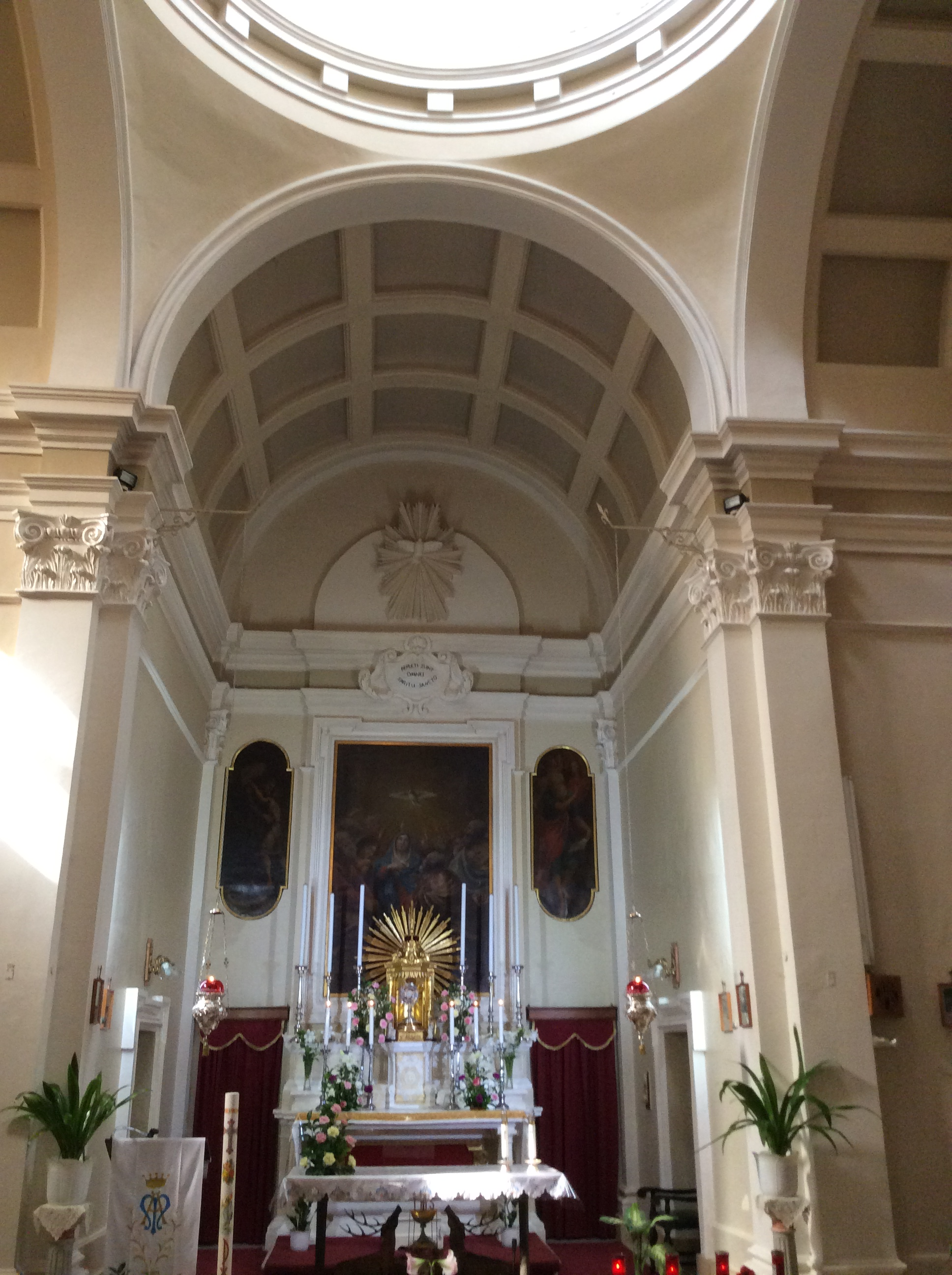
Ołtarz główny

### Ołtarz główny
Ołtarz główny, znajdujący się w nawie, będącej kiedyś wejściem do kościoła, poświęcony jest zesłaniu Ducha Świętego na Apostołów. Obraz tytularny, powstały w XVII lub XVIII wieku, przedstawia apostołów i Maryję zebranych na modlitwie, oraz zstępującego na nich Ducha Świętego w formie języków ognia nad ich głowami. Nad obrazem wyrzeźbiona w kamieniu gołębica symbolizująca Ducha Świętego, oraz, na ozdobnej tablicy, napis po łacinie: Sunt Omnes Repleti Spiritu Sancto (Wszyscy zostali napełnieni Duchem Świętym). 
Po obu stronach obrazu tytularnego znajdują się dwa mniejsze obrazy. Ten po lewej przedstawia archanioła Rafała oraz Tobiasza, na drugim widać apostoła Judę Tadeusza. Autorem dzieła jest prawdopodobnie Rokku Buhagiar.

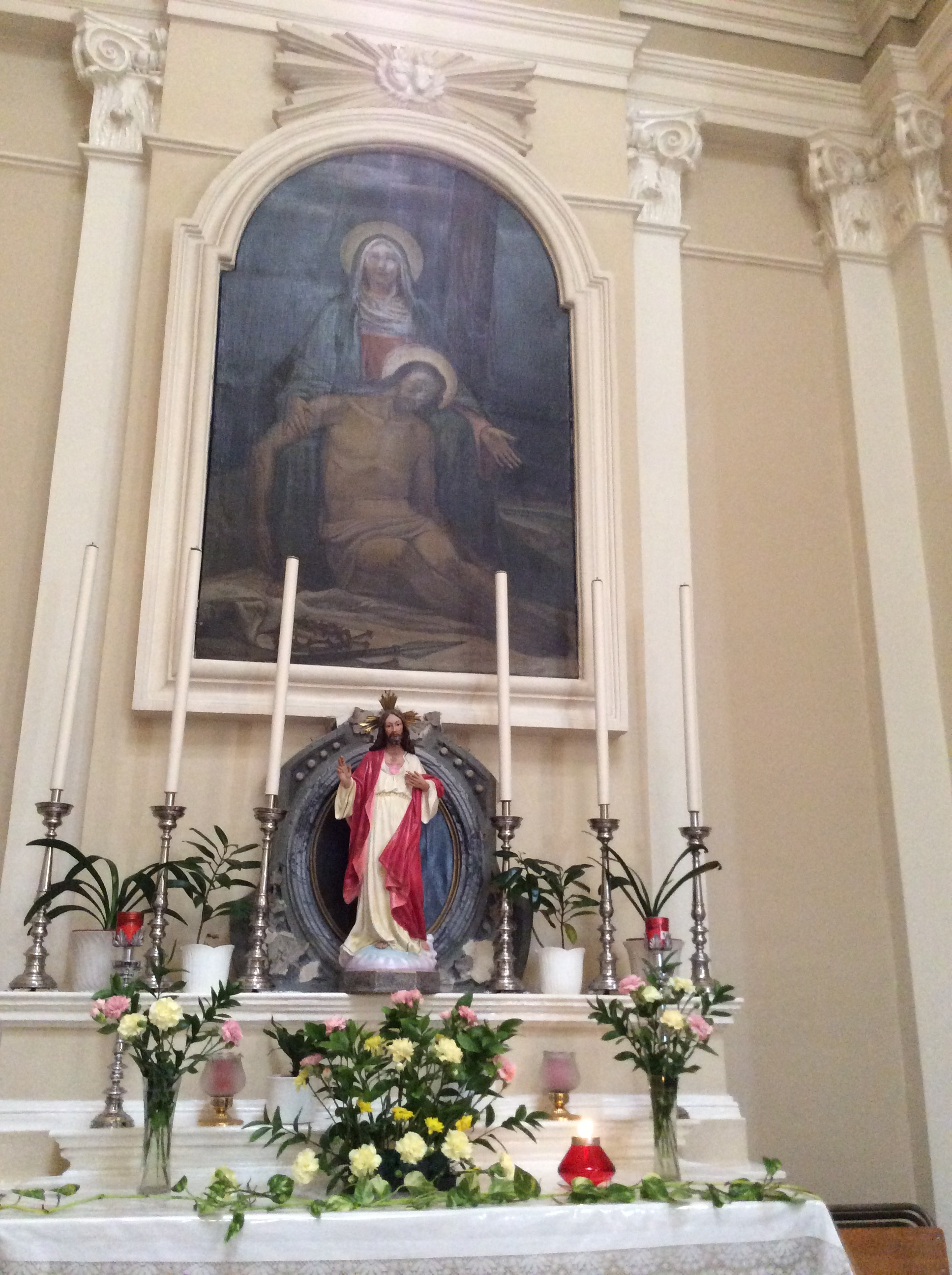
Ołtarz Matki Boskiej Bolesnej

### Ołtarze boczne
W kościele znajdują się dwa ołtarze boczne. Stoją one w prawej i lewej nawie poprzecznej.

W prawej nawie znajduje się ołtarz Matki Bożej z Pilar. Zamiast obrazu tytularnego umieszczona jest tam piękna kamienna płaskorzeźba, przedstawiająca Madonnę na filarze (hiszp. pilar). Pracę tę wykonał maltański rzeźbiarz Mariano Gerada (1770–1823), będący pod silnym wpływem sztuki hiszpańskiej.

Ołtarz umieszczony w przeciwległej nawie, w pobliżu aktualnej zakrystii, poświęcony jest Matce Boskiej Bolesnej. Wykonawcą obrazu jest miejscowy artysta Toussaints Busuttil; obraz powstał w 1945.  

## Kościół dzisiaj
Kościół jest w bardzo dobrym stanie. Przez kilka godzin dziennie odbywa się w nim adoracja Najświętszego Sakramentu.

## Ochrona dziedzictwa kulturowego
Budynek kościoła umieszczony jest na liście National Inventory of the Cultural Property of the Maltese Islands pod nr 1953. 